# Anita Dark
Anita Dark (ur. 11 kwietnia 1975 w Budapeszcie) – węgierska aktorka występująca w filmach pornograficznych. 

## Życiorys

### Wczesne lata
Urodziła się w Budapeszcie. Mając 15 lat pracowała jako modelka w dla PeCsában. W wieku dziewiętnastu lat została wybrana Miss Budapesztu 1994. 

### Kariera
Podjęła pracę jako fotomodelka w Amsterdamie. Później zdecydowała się występować w produkcjach pornograficznych. W lipcu 1994 nagrała Private Casting X 7 Pierre'a Woodmana dla Private Media Group. 
Pozowała wielokrotnie dla czasopism takich jak Expose (1996), Penthouse (1998), Hustler (2000), Taboo Magazine (2004), Swank (2005) i AVN Cover (2008). 
Po debiucie we włoskim filmie Pretty Girl (1995) z Markiem Davisem, pojawiła się w europejskich i amerykańskich filmach realizowanych dla Vidéo Marc Dorcel (VMD), Evil Angel, Wicked Pictures, Girlfriends Films, Bangbros czy Vivid. W 1996 roku przeniosła się do Stanów Zjednoczonych, gdzie wystąpiła m.in. w scenie gonzo w Sodomania # 20 (1997). Przed kamerami występowała niemal zawsze w ciemnych włosach. 
Rocco Siffredi zaangażował ją do takich filmów jak Rock N' Roll Rocco (1997) i sequelu Rock N' Roll Rocco – cz. II (Rock and Roll Rocco 2 - Backstage Pass, 1997) oraz Rocco e le storie tese (1997). Wzięła też udział w filmach reżyserowanych przez Christopha Clarka, w tym Obsesja Laury (L'Obsession de Laure, 1996), Penetracja 9 (Penetration 9, 1997), Offertes à tout 7: Fantasmes à l'Est (1997) i Anita Blond & Anita Dark Infinity: Best Of (2005).
W 1999 wycofała się z branży. W 2001 w Orlando i Boca Raton na Florydzie i w Los Angeles rozpoczęła pracę jako modelka. Powróciła na plan filmów porno w 2003 roku, ogłaszając, że będzie brać udział tylko w występach solo lub z innymi kobietami.

## Nagrody
| Rok  | Nagroda                                           | Kategoria                                                     |
| ---- | ------------------------------------------------- | ------------------------------------------------------------- |
| 1995 | European X Award (Włochy)                         | Najlepsza aktorka                                             |
| 1996 | Festival International de l'Érotisme de Bruxelles | Najlepsza aktorka na Erotycznym Festiwalu Filmowym w Brukseli |
| 1997 | Festival International de l'Érotisme de Bruxelles | Najlepsza aktorka na Erotycznym Festiwalu Filmowym w Brukseli |